# اليسيدا
بلدية اليسيدا (بالإسبانية: Aliseda)‏، هي بلدية تقع في مقاطعة قصرش والتي تقع في منطقة إكستريمادورا، غرب إسبانيا.
يبلغ عدد سكانها 2.101 نسمة وفقاً لإحصائية سنة (2002).